# Johann Michael Ackner

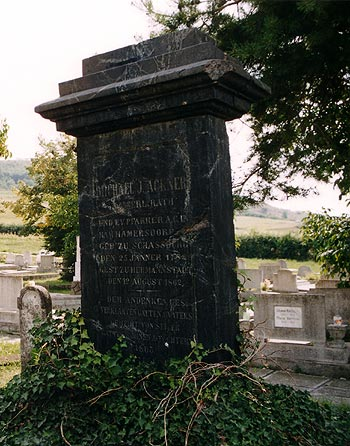
Epitaful pe mormântul său, cimitirul săsesc din Gușterița

Johann Michael Ackner (n. 25 ianuarie 1782, Sighișoara, Monarhia Habsburgică – d. 12 august 1862, Sibiu, Imperiul Austriac) a fost un pastor luteran, arheolog și geolog sas din Transilvania.

## Viața
Johann Michael Ackner s-a născut la Sighișoara, unde a studiat la Școala din Deal, după care a studiat la Gimnaziul din Sibiu. Studiile superioare le-a făcut la Wittenberg și Göttingen, unde a studiat teologie, filosofie, istorie, științe naturale, anatomie comparată, istoria medicinii, filologie și arheologie.
După studiile în străinătate, a început să lucreze (din 1808) ca profesor de filologie și arheologie la Gimnaziul din Sibiu. În anul 1810 s-a căsătorit cu Maria Magdalena Ebner, cu care a avut 12 copii.
În 1821 a devenit preot paroh la Gușterița.
Împăratul Franz Joseph i-a conferit în anul 1854 Crucea de Merit Civil, cu coroană, iar în 1858 titlul Kaiserlicher Rat („Consilier imperial”).
În 1860, la vârsta de 78 de ani, Ackner a călătorit via Trieste și Veneția la Viena.

## Scrieri
- Antiqua musei Parisiorum monumenta, Sibiu, 1809
- Der Hermannstädter Stuhl im Großfürstenthum Siebenbürgen, Viena, 1840
- Mineralogie Siebenbürgens mit geognostischen Andeutungen, 1847-1855
- Beitrag zur Geognosie und Petrefaktenkunde des südöstlichen Siebenbürgens, Viena, 1851
- Die römischen Altertümer und deutschen Burgen in Siebenbürgen, Viena, 1857
- Die Colonien und militärischen Standlager der Römer in Dacien, Viena, 1857
- Die römischen Inschriften in Dacien, gesammelt und bearbeitet von M. J. Ackner und Friedr. Müller, Viena, 1865